# Selección de hockey sobre patines de Uruguay
La Selección de hockey sobre patines de Uruguay es el equipo formado por jugadores de nacionalidad uruguaya que representa a la Federación Uruguaya de Patín y Hockey en las competiciones internacionales organizadas por la FIRS (Campeonato del Mundo), la CPRS (Campeonato Panamericano) y la CSP (Campeonato Sudamericano y Copa América).

## Selección en 2010
| - Aldo Tomasini (p) - Miguel Camurati - Claudio Maeso - Martín Batistoni - Yonathan Velasco |  | - Alexis Mazursky - Hernan Mazursky - Emiliano Bentos - Gustavo Castro |  |  |

- Seleccionador: Jorge Escobar

A partir del mes de julio de 2017 se comienza a trabajar el los proyectos de selecciones Sénior Femenino y Masculino, y Sub-20 Femenino y Masculino.
Este proyecto está siendo llevado a cabo por la Federación Uruguaya de Patín y Hockey a cargo de su presidente el Sr. Luis Rodríguez y el Comité Nacional de Hockey de Uruguay a cargo de su presidente el Sr. Ariel Bentos.
Los técnicos designados para este nueva etapa son: Hernan Planas y Eduardo Carpinelli ambos de Argentina.

## Historial
| Año  | Sede              | Competición        | Equipos | PJ | PG | PE | PP | Posición |
| ---- | ----------------- | ------------------ | ------- | -- | -- | -- | -- | -------- |
| 1954 | Barcelona         | X Mundial A        | 15      | 14 | 5  | 0  | 9  | 11       |
| 1954 | Sao Paulo         | I Sudamericano     | 4       | 3  | 2  | 0  | 1  | 2        |
| 1956 | Santiago de Chile | II Sudamericano    | 5       | 4  | 3  | 0  | 1  | 2        |
| 1959 | Montevideo        | III Sudamericano   | 5       | 4  | 1  | 2  | 1  | 3        |
| 1962 | Santiago de Chile | XV Mundial A       | 10      | 9  | 3  | 1  | 5  | 6        |
| 1963 | Buenos Aires      | IV Sudamericano    | 4       | 3  | 1  | 1  | 1  | 3        |
| 1964 | Barcelona         | XVI Mundial A      | 10      | 9  | 1  | 2  | 6  | 9        |
| 1967 | Mendoza           | VI Sudamericano    | 5       | 4  | 0  | 3  | 1  | 4        |
| 1969 | Medellín          | VII Sudamericano   | 5       | 4  | 1  | 1  | 2  | 4        |
| 1971 | Sao Paulo         | VIII Sudamericano  | 4       | 3  | 0  | 0  | 3  | 4        |
| 1973 | Montevideo        | IX Sudamericano    | 4       | 3  | 0  | 0  | 3  | 4        |
| 1981 | Montevideo        | XIII Sudamericano  | 5       | 4  | 0  | 1  | 3  | 4        |
| 1984 | San Juan          | XIV Sudamericano   | 4       | 3  | 0  | 0  | 3  | 4        |
| 1985 | Santiago de Chile | XV Sudamericano    | 4       | 3  | 0  | 0  | 3  | 4        |
| 1994 | Santiago de Chile | VI Mundial B       | 15      | 7  | 3  | 1  | 3  | 11       |
| 1995 | Mar del Plata     | VII Panamericano   | 6       | 5  | 1  | 0  | 4  | 5        |
| 1996 | Veracruz          | VII Mundial B      | 17      | 10 | 2  | 2  | 6  | 14       |
| 2000 | Chatham           | IX Mundial B       | 15      | 6  | 3  | 0  | 3  | 4        |
| 2001 | San Juan          | XXV Mundial A      | 15      | 5  | 0  | 0  | 5  | 15       |
| 2002 | Montevideo        | X Mundial B        | 10      | 5  | 3  | 0  | 2  | 4        |
| 2004 | Viña del Mar      | XVIII Sudamericano | 4       | 3  | 0  | 0  | 3  | 4        |
| 2005 | Mar del Plata     | VII Panamericano   | 6       | 5  | 1  | 0  | 4  | 5        |
| 2006 | Montevideo        | XII Mundial B      | 12      | 5  | 3  | 0  | 2  | 7        |
| 2008 | Buenos Aires      | II Copa América    | 5       | 5  | 1  | 0  | 4  | 5        |
| 2008 | Vanderbijlpark    | XIII Mundial B     | 11      | 6  | 3  | 0  | 3  | 6        |
| 2010 | Vic               | III Copa América   | 10      | 5  | 2  | 0  | 3  | 6        |
| 2010 | Dornbirn          | XIV Mundial B      | 12      | 8  | 4  | 0  | 4  | 6        |
| 2011 | Rosario           | VIII Panamericano  | 4       | 3  | 0  | 0  | 3  | 4        |
| 2012 | Canelones         | XV Mundial B       | 9       | 7  | 3  | 0  | 4  | 4        |
| 2013 | Luanda            | XLI Mundial A      | 16      | 6  | 0  | 0  | 6  | 16       |
| 2014 | Canelones         | XVI Mundial B      | 7       | 6  | 4  | 0  | 2  | 5        |
| 2018 | Bogotá            | IX Panamericano    | 7       | 7  | 2  | 1  | 4  | 6        |
| 2019 | Barcelona         | II Mundial C       | 11      | 6  | 5  | 0  | 1  | 3        |
| 2022 | San Juan          | III Mundial C      | 6       | 6  | 5  | 0  | 2  | 2        |
| 2024 | Novara            | IV Mundial C       | 11      | 6  | 5  | 0  | 1  | 2        |